# Lennart Olsson
Lennart Olsson (* 5. September 1961 in Järvsö, Schweden) ist ein schwedischer Zoologe und Embryologe. Seit 2000 ist er Professor für spezielle Zoologie an der Friedrich-Schiller-Universität Jena.

## Leben
Nach dem Abitur absolvierte Olsson eine Ausbildung zum Zahntechniker in Umeĺ, die er 1980 abschloss. Anschließend studierte er bis 1988 Biologie an der Universität Stockholm und promovierte 1993 an der Universität Uppsala, wo er anschließend als wissenschaftlicher Mitarbeiter angestellt war. 2000 erhielt er einen Ruf an die Universität Jena. Er forschte dort am Institut für Spezielle Zoologie und Evolutionsbiologie mit Phyletischem Museum. 2005 lehrte er für zwei Monate als Gastprofessor am Museum für Vergleichende Zoologie (Museum of Comparative Zoology and OE) der Universität Harvard.

## Forschungsschwerpunkte
Schwerpunkt seiner Forschung ist die embryologische Entwicklung des Wirbeltierkopfes. Er hat auch wesentliche Beiträge zur Ideengeschichte der vergleichenden Anatomie geleistet.

## Schriften
Olsson veröffentlichte rund 100 Aufsätze in Zeitschriften und Sammelwerken, häufig in Zusammenarbeit mit Fachkollegen.
- U. Hossfeld, Lennart Olsson [Hrsg.]: Charles Darwin. Zur Evolution der Arten und der Entwicklung der Erde. Suhrkamp, Frankfurt am Main 2009. (= Suhrkamp-Studienbibliothek; 13.) ISBN 978-3-518-27013-4